# La Electricidad de Caracas
La Electricidad de Caracas S.A.I.C.A  fue una empresa venezolana, encargada de suministrar energía eléctrica a la conurbación conocida como Gran Caracas (ciudad de Caracas y sus alrededores). Actualmente es propiedad del Estado venezolano, e integrada en Corpoelec, adscrita al Ministerio del Poder Popular para la Energía Eléctrica. Llegó a tener más de un millón de suscriptores y administraba las centrales termoeléctricas Tacoa y Arrecife (hoy "Josefa Joaquina Sánchez Bastidas")  y Óscar Augusto Machado (actual "José María España"), todas ellas sincronizadas -a través del Sistema Interconectado Nacional- con la red eléctrica venezolana.

## Historia
Ricardo Zuloaga Tovar, joven ingeniero venezolano, comprendió que su ciudad debía comprometerse con las ideas del pensamiento positivista que se generaban en Europa, donde los descubrimientos y los avances científicos comenzaban a construir un nuevo mundo. Por ello, el 27 de noviembre de 1895 funda la "C.A. La Electricidad de Caracas", empresa que, con un capital inicial de 500.000 bolívares, tenía como objetivo ofrecer el novedoso servicio de suministro de electricidad a la ciudad de Caracas, que en esa época contaba con 72.500 habitantes. Al año siguiente, en 1896,
se inician los trabajos de construcción de la Planta Hidroeléctrica "El Encantado", ubicada al este de El Hatillo, estado Miranda – Venezuela al pie del Peñón de las Guacas y en la zona conocida como el Cañón del río Guaire. La planta, con una potencia de 420 kilovatios, se inaugura el 8 de agosto de 1897.
A medida que va creciendo la demanda de energía, se construyen las plantas de "Los Naranjos" (1902) y "La Lira" (1911), se reestructura la empresa, que pasa a la dirección de Óscar Augusto Machado, sobrino de Ricardo Zuloaga. Se construyen diques, se mejora la infraestructura y condiciones laborales de los obreros de la empresa y se construyen las plantas de "Caoma", "Marapa" y "Mamo", en el litoral central, y la de "Curupao", cerca de Guarenas. En 1933 se construye la primera línea de 69.000 voltios desde Curupao hasta Caracas. Se construyen las plantas de "El Encanto" y "Arrecife", a finales de los años 40. Posteriormente, ya bajo la gerencia conjunta de Oscar Machado Zuloaga, sobrino-nieto del fundador y Ricardo Zuloaga hijo, entra en funcionamiento la planta termoeléctrica de "Tacoa" en el litoral central. En 1958 y 1959 se ponen en servicio las 2 unidades a gas con 20 MW c/u de la planta El Convento. En 1966 se firma un contrato con la Corporación Venezolana de Guayana (CVG) para cambiar la frecuencia de 50 a 60 Hz en la ciudad de Caracas, con el objetivo de interconectar los sistemas eléctricos y aprovechar las ventajas del sistema de parques de generación existentes en el país especialmente los de CVG Edelca en Guayana. Así, en 1969 la Electricidad de Caracas comienza a formar parte del Sistema Interconectado Nacional. Luego, se inaugura la central a gas "Oscar Augusto Machado", que fue la primera en América Latina operada por motores a reacción a través de control remoto.
Durante muchos años la empresa operó sin accidentes mayores, hasta que la instalación de "Tacoa" sufrió un voraz incendio el 19 de diciembre de 1982. En 1985, Francisco Aguerrevere asume la Presidencia Ejecutiva de la Electricidad de Caracas; a partir de ese momento, la gerencia de la empresa se profesionaliza y deja de ser una empresa familiar. Para la fecha, la empresa servía a más de medio millón de clientes, tenía cerca de 11 000 accionistas y una capacidad de generación de 1800 megavatios. Se amplían las herramientas de calidad para la motivación del recurso humano, con la finalidad de impulsar la productividad del personal. En 1996 se crea la Corporación EDC, empresa subsidiaria que agrupa a todos los negocios no regulados de la Electricidad de Caracas, para separar el negocio del servicio público de electricidad de otros negocios relacionados al área de energía, suministro y tratamiento de aguas, telecomunicaciones y servicios e industrias relacionadas. A través de la Corporación EDC se inicia un proceso de expansión internacional que llevó a la empresa a invertir en empresas distribuidoras en Colombia y El Salvador, en consorcio con la empresa estadounidense Reliant Energy (actualmente Center Point Energy).

## Adquisición por AES
Para el año 2000, la empresa había sido y era la empresa líder en el mercado bursátil venezolano y la de mayor distribución accionaria, nacional y extranjera. Ante la política de reformas emprendida por el presidente Hugo Chávez, el mercado bursátil respondió con nerviosismo, provocando que el valor de la acción de la empresa, cotizado en la Bolsa de Valores de Caracas, retrocediera lo suficiente como para permitir que AES Corporation lanzase una Oferta Pública de Adquisición y se hiciera con el 87,1% de las acciones de La Electricidad de Caracas. A partir del 1 de julio de 2000, Richard Bulger asume la presidencia de AES Electricidad de Caracas. La empresa continúa su plan de expansión y en 2005 se convierte en una de las más modernas de Hispanoamérica cuando se inician los trabajos de instalación de la central térmica "La Raisa", ubicada en los Valles del Tuy, con dos turbinas de gas en ciclo simple, para una capacidad inicial de generación de 2.000 megavatios.

## Estatización
En enero de 2007, el presidente Hugo Chávez anuncia que el estado debe reservarse las actividades de generación y transmisión de energía eléctrica, por lo cual AES Electricidad de Caracas debe pasar a control del estado venezolano, por razones estratégicas. Se suscribió un memorando de entendimiento entre Paul Hanrahan, presidente de la empresa y el Gobierno de Venezuela, representado por el vicepresidente Jorge Rodríguez Gómez, mediante el cual se acuerda que la corporación estatal Petróleos de Venezuela S. A. (PDVSA) será el ente que adquirirá el 82,14% de las acciones de AES Electricidad de Caracas por una suma de 739,26 millones de dólares.
Finalmente, el 8 de mayo de 2007 culminó la Oferta Pública de Toma de Control sobre las acciones de AES Electricidad de Caracas, mediante la cual el Estado venezolano pasó a contar con el 92,98% del total accionario de la empresa, porcentaje que incluye los ADR (American Depositary Receipt) que están en Nueva York y que a esa fecha representaban 3.061.193.495 acciones. Desde el 14 de junio, la empresa (que ahora se llama nuevamente "C. A. La Electricidad de Caracas") pasó oficialmente a manos del Estado venezolano.
Para ese año el presidente de Electricidad de Caracas era el Ing Javier Alvarado Ochoa quien pasaría a viceministro al Ministerio del Poder Popular para la Energía Eléctrica mediante decreto presidencial N.º 7.241 el 12 de febrero de 2010 este serviría de nexo junto a otros funcionarios públicos que serían implicados en los contratos de Derwick Associates sin la experiencia adecuada y acusado de recibir sobornos